# Amédée Bienaimé
Pour les articles homonymes, voir Bienaimé.
Amédée Pierre Léonard Bienaimé, né à Paris le 26 février 1843 et mort dans la même ville le 16 mars 1930, est un amiral et homme politique français.

## Biographie
Bienaimé entre à l'École navale en 1859 et en sort en 1861. Capitaine de frégate en 1880, capitaine de vaisseau en 1887, il commande la division de Toulon en 1891.
En 1892, commandant de la Manche, il fait une expédition au Spitzberg et à l'Ile Jan Mayen avec à son bord Charles Rabot.
Le 12 décembre 1894, son escadre occupe Tamatave et débarque à Majunga en prémisse de l'expédition de Madagascar.
Il est promu contre-amiral le 8 juin 1895 et devient chef d'État-major de l'escadre de la Méditerranée en 1897, il dirige l'École supérieure de la marine de 1898 à 1900. Vice-amiral en 1900, il exerce les fonctions de chef d'état-major de la marine et fut nommé préfet maritime de Toulon en août 1902.
Il est député de la Seine de 1905 à 1919.

## Décorations
- Commandeur de la Légion d'honneur[4]
- Médaille commémorative de l'expédition du Mexique (1862)
- Médaille commémorative de Madagascar
- Médaille commémorative de l'expédition du Tonkin
- Médaille coloniale
- Officier de l'Instruction publique
- Grand-croix de l'ordre du Nichan Iftikhar
- Commandeur de l'Ordre du Trésor sacré
- Commandeur de l’ordre du Lion
- Ordre du Médjidié
- Ordre de Sainte-Anne
- Ordre de Vasa